# Шендрик Олександр Миколайович
Шендрик Олександр Миколайович — доктор хімічних наук, професор. Заслужений діяч науки і техніки України. Біофізикохімік.

## Життєпис
Народився 8 березня 1950 р. У х. Широкому, Старобешівського району, Донецької області.
Закінчив хімічний факультет Донецького державного університету у 1973 р. Кваліфікація за дипломом: Хімік. Викладач хімії.
Опубліковано понад 300 його наукових робіт, у тому числі у журналах, що входять до наукометричних баз Scopus, Web of Sci . Видано 3 монографії, 7 навчальних посібників, зареєстровано 3 патенти.

## Відзнаки
- Заслужений професор ДонНУ імені Василя Стуса (2019)
- Заслужений діяч науки і техніки України (2018)
- Нагрудний знак МОНУ «За наукові досягнення» (2012)